# Trojobal

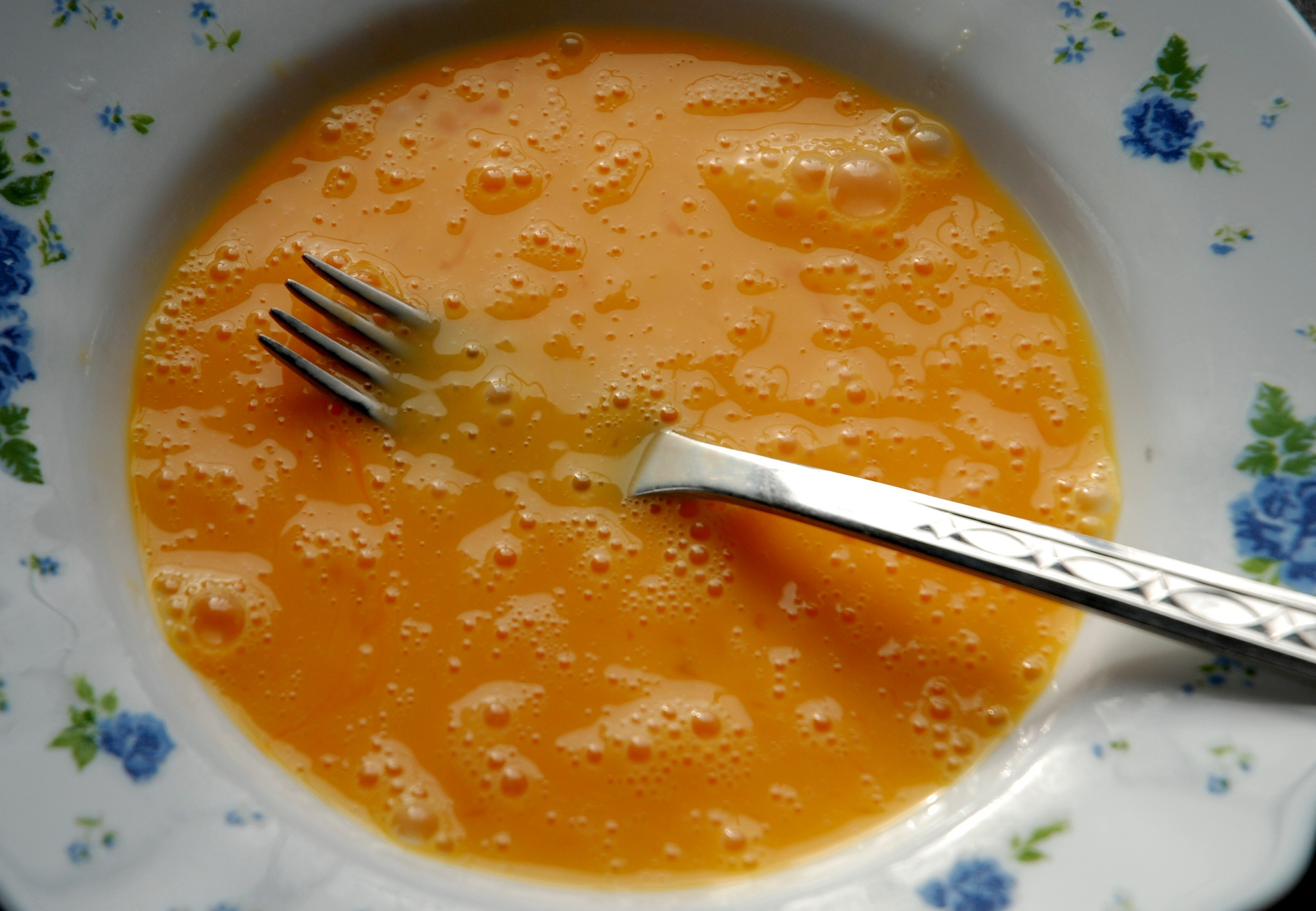
Rozšlehané syrové vejce

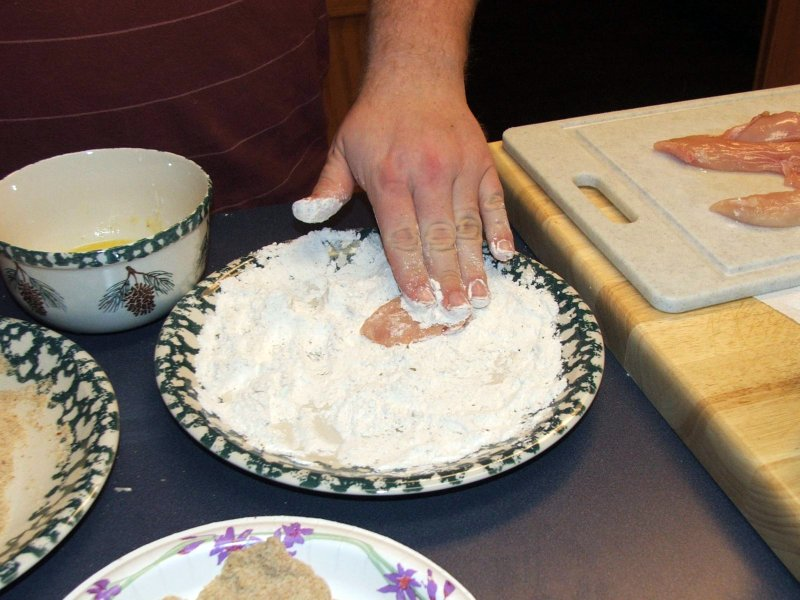
Obalování kuřecího masa

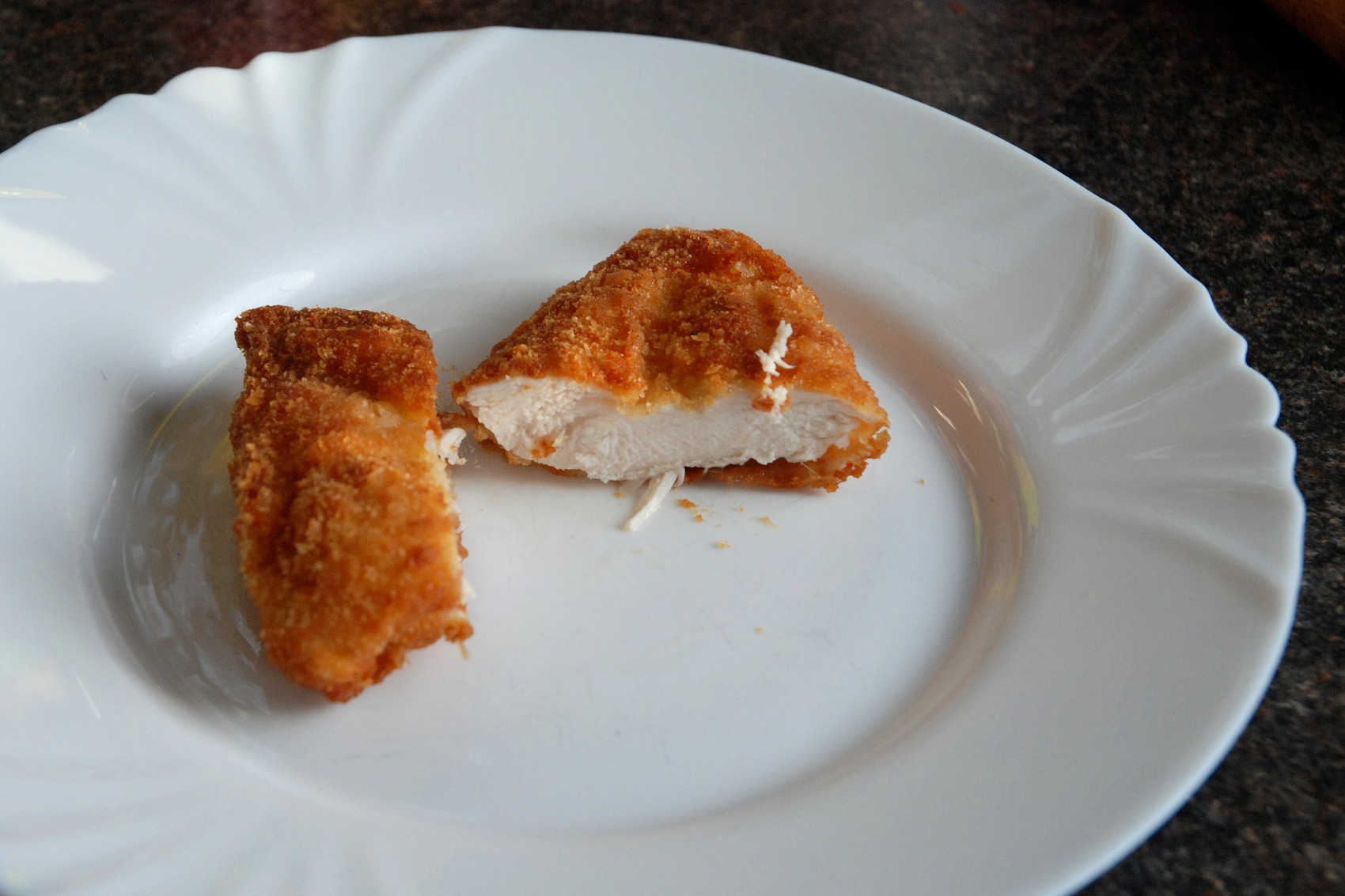
Kuřecí prsní řízek v trojobalu

Trojobal je způsob úpravy pokrmů. Potravina se postupně obalí v hladké mouce, rozšlehaném syrovém vajíčku a strouhance. Dalším krokem je smažení na rozpáleném oleji. Trojobal lze použít vícekrát a vyrobit tak silnější vrstvu.
Tímto způsobem se nejčastěji připravuje např. maso, houby či zelenina. Do rozšlehaného vejce se obvykle dává sůl, směs je možné i libovolně ochutit.
Maso v trojobalu získá smažením zlatožlutou barvu. Obal chrání maso před přímým působením vysoké teploty. Maso zůstává po smažení křehké a šťavnaté. Před podáváním je vhodné osmažené maso nechat chvíli odstát na podložce, která dobře saje přebytečný tuk.